# Fausto Ramón Mejía Vallejo

Wappen von Fausto Ramón Mejía Vallejo

Fausto Ramón Mejía Vallejo (* 15. Dezember 1941 in Bejucal) ist ein kubanischer Geistlicher und emeritierter römisch-katholischer Bischof von San Francisco de Macorís.

## Leben
Fausto Ramón Mejía Vallejo empfing am 26. November 1972 die Priesterweihe.
Papst Benedikt XVI. ernannte ihn am 31. Mai 2012 zum Bischof von San Francisco de Macorís. Die Bischofsweihe spendete ihm der Erzbischof von Santo Domingo, Nicolás de Jesús Kardinal López Rodríguez, am 28. Juli desselben Jahres; Mitkonsekratoren waren Jesús María de Jesús Moya, Altbischof von San Francisco de Macorís, und Ramón Benito de La Rosa y Carpio, Erzbischof von Santiago de los Caballeros.
Papst Franziskus nahm am 15. Mai 2021 seinen altersbedingten Rücktritt an.